# 大塚亮
大塚 亮（おおつか りょう、1969年 - ）は、日本の撮影監督。

## 経歴
1995年、『ビリケン』で撮影助手として映画業界に入り、以降、阪本順治監督作品を数多く手掛ける。
撮影助手時代『傷だらけの天使』で、当時役者として活動し、そのままスタッフとなった大森立嗣と出会い、
2005年公開の大森監督初監督作『ゲルマニウムの夜』で撮影監督デビューを果たす。
代表作は、『まほろ駅前多田便利軒』、『ふがいない僕は空を見た』など。

## 主な撮影作品

### 映画
撮影助手
- ビリケン （1996年）
- 傷だらけの天使 （1997年／阪本順治監督）
- 愚か者 傷だらけの天使 （1998年／阪本順治監督）
- ひまわり （2000年／行定勲監督）

撮影
- ゲルマニウムの夜 （2005年）
- 魂萌え! （2007年）
- みんな、はじめはコドモだった『展望台』（2008年／阪本順治監督） - オムニバス
- スノープリンス 禁じられた恋のメロディ （2009年／松岡錠司監督）
- ケンタとジュンとカヨちゃんの国 （2010年／大森立嗣監督）
- まほろ駅前多田便利軒 （2011年／大森立嗣監督）
- ファの豆腐 （2011年／久万真路監督）
- ふがいない僕は空を見た （2012年／タナダユキ監督）
- 半径3キロの世界 （2013年／菊池清嗣監督）
- 深夜食堂 （2014年／松岡錠司監督）
- さよなら渓谷 （2013年／大森立嗣監督）
- クローズ EXPLODE （2014年／豊田利晃監督）
- まほろ駅前狂奏曲 （2014年／大森立嗣監督）
- ロマンス（2015年／タナダユキ監督）
- 団地（2016年／阪本順治監督）
- お父さんと伊藤さん（2016年／タナダユキ監督）
- 幼な子われらに生まれ（2017年／三島有紀子監督）
- ビジランテ（2017年／入江悠監督）
- ロマンスドール （2020年／タナダユキ監督）

### テレビドラマ
- 深夜食堂 第1,2,6,7,9話 （2009年、MBS）[3]
- 深夜食堂2 第11,13,16-18,20話 （2011年、MBS）
- 向田邦子 イノセント 第1,4話 （2012年、WOWOW）
- 埋もれる （2014年、WOWOW）